# Blumùn
Blumùn è il diciannovesimo album del cantautore italiano Roberto Vecchioni, il secondo pubblicato per la EMI, nel 1993.
Il disco ha ottenuto un buon successo commerciale, raggiungendo la terza posizione della classifica italiana. Il brano "Paco" è dedicato al cane di Vecchioni, morto dopo aver dato tante soddisfazioni al proprio padrone.
Nel brano che dà il titolo all'album recita alcune battute il comico Gene Gnocchi, nel ruolo di Dio.

## Tracce
1. Blumùn – 5:30
2. Angeli – 5:29
3. Euridice – 4:32
4. Rossana Rossana (Berg e Rac) – 4:42
5. Paco – 4:51
6. Saggio di danza classica e moderna – 4:38
7. Gli amici miei – 4:57
8. Il mago della pioggia – 4:56
9. Tornando a casa (Nostalgia di odiare) – 4:34
10. Fammi vedere tu – 3:27
11. Blumùn (Reprise) – 0:52

## Formazione
- Roberto Vecchioni – voce
- Nicolò Fragile – tastiera, programmazione, pianoforte, batteria, percussioni
- Paolo Pizzimenti – fisarmonica
- Ghigo Renzulli – chitarra elettrica in 'Gli amici miei'
- Mauro Paoluzzi – chitarra acustica, chitarra elettrica
- Mint Juleps – cori

## Classifiche

### Classifiche settimanali
| Classifica (1993) | Posizione raggiunta |
| ----------------- | ------------------- |
| Europa            | 53                  |
| Italia            | 3                   |